# أولاد با احماد الشمالية (الخلطة)
أولاد با احماد الشمالية هو دُوَّار يقع بجماعة سيدي موسى المجدوب، عمالة المحمدية، جهة الدار البيضاء سطات في المملكة المغربية. ينتمي الدوّار لمشيخة الخلطة التي تضم 4 دواوير. يقدر عدد سكانه بـ 1099 نسمة حسب الإحصاء الرسمي للسكان والسكنى لسنة 2004.

## روابط خارجية
- البوابة الوطنية للجماعات الترابية
- المندوبية السامية للتخطيط